# Munjua trigona
Munjua trigona är en tvåvingeart som beskrevs av Christine Lynette Lambkin och Yeates 2003. Munjua trigona ingår i släktet Munjua och familjen svävflugor. Inga underarter finns listade i Catalogue of Life.